# Selvagem?
Selvagem? é o terceiro álbum de estúdio da banda brasileira Paralamas do Sucesso lançado em 24 de abril de 1986. "A Novidade" é uma parceria com Gilberto Gil. Comentando sobre "Selvagem", à época dos Protestos no Brasil em 2013, o baixista Bi Ribeiro disse estar impressionado que a faixa ainda esteja em sintonia com a conjuntura do Brasil.
Selvagem? está na lista dos 100 melhores discos da música brasileira, feita pela revista Rolling Stone ocupando o 39ª posição. No livro Os 500 Maiores Álbuns Brasileiros de Todos os Tempos, ocupa o 24ª lugar. Em 2022, foi eleito um dos melhores discos da música brasileira dos últimos 40 anos em uma enquete do jornal O Globo que reuniu 25 especialistas, incluindo Charles Gavin, Vera Magalhães, Leonardo Bruno, Nelson Motta, Rodrigo Faour, Tárik de Souza, Ricardo Alexandre, Arthur Dapieve, Paulo Cesar de Araújo e Roberta Martinelli, entre outros nomes. O álbum é a segunda maior vendagem da banda ficando atrás apenas de Vamo Batê Lata.

## Capa
A capa do disco, criada por Ricardo Leite, mostra o irmão do baixista Bi Ribeiro, Pedro Ribeiro, em um acampamento numa área de cerrado em Brasília, onde hoje há um condomínio residencial. A foto foi tirada após uma semana em que eles estavam sem tomar banho e sem comer direito. Cada acampante se vestiu de um personagem, e Pedro estava vestido de "selvagem", com uma faixa de judô e segurando um arco que eles ganharam de um índio, e com o qual pretendiam caçar aves. A imagem foi pregada na parede do cômodo onde a banda ensaiava na casa da avó dos irmãos, em meio a pôsteres de Alceu Valença, Jimi Hendrix e outros.
Antes mesmo de qualquer faixa ser composta, a banda já havia decidido que aquela seria a capa do álbum, e o nome do personagem de Pedro seria o título, ainda que a gravadora tenha ficado inicialmente relutante. Segundo Bi, o objetivo era "desafiar, provocar, mostrar independência, que a gente podia fazer o que a gente queria".

## Faixas
Todas as letras escritas por Herbert Vianna, exceto onde indicado. 
| N.º | Título                                                  | Música                          | Duração |  |
| 1.  | "Alagados"                                              | Bi Ribeiro, Vianna, João Barone | 5:00    |  |
| 2.  | "Teerã"                                                 | Ribeiro, Vianna, Barone         | 4:27    |  |
| 3.  | "A Novidade"                                            | Gilberto Gil                    | 3:10    |  |
| 4.  | "Melô do Marinheiro" (letra por João Barone)            | Ribeiro, Barone                 | 3:27    |  |
| 5.  | "Marujo Dub" (instrumental)                             | Ribeiro, Barone                 | 2:48    |  |
| 6.  | "Selvagem"                                              | Ribeiro, Vianna, Barone         | 4:04    |  |
| 7.  | "A Dama e o Vagabundo"                                  | Ribeiro, Vianna                 | 4:20    |  |
| 8.  | "There's a Party"                                       | Vianna                          | 2:26    |  |
| 9.  | "O Homem"                                               | Ribeiro, Vianna                 | 4:05    |  |
| 10. | "Você" (versão cover de Tim Maia)                       | Tim Maia                        | 3:20    |  |
| 11. | "Teerã Dub" (instrumental, faixa bônus na versão em CD) |                                 |         |  |